# Anomalia vascular fibroadiposa
Anomalia Vascular Fibro-Adiposa (AVFA), é uma doença congênita caracterizada por alterações musculares fibro-adiposas e canais venosos dilatados (flebectasia), causando dor e contratura local.

## Sinais e sintomas
A idade de apresentação de AVFA é variável: já foi descrita desde o nascimento até quase 30 anos. Na coorte descrita por Alomari et al. do Centro de Anomalias Vasculares do Boston Children's Hospital, AVFA foi diagnosticado, em ordem decrescente, na panturrilha, antebraço/punho e na coxa. A apresentação mais comum é dor severa. Lesões na panturrilha, particularmente aquelas localizados no compartimento posterior, são comumente associadas com restrição da dorsiflexão do tornozelo (talipes equinus).

## Genética
AVFA é causada por mutações somáticas pós-zigóticas no gene PIK3CA, que codifica o receptor de tirosina quinase fosfatidilinositol 3-quinase (PI3) na via de sinalização AKT. O gene PIK3CA está localizado no braço longo (q) do cromossomo 3.

## Diagnóstico
A constelação de sinais e sintomas clínicos, radiologia e resultados histopatológicos permitem, normalmente, o diagnóstico de AVFA. Os estudos de imagem mais úteis são a ultra-sonografia (US) com doppler colorido e a ressonância magnética (MRI). As principais características de imagens de AVFA são a presença de uma lesão sólida intramuscular complexa com substituição das fibras musculares por proliferação fibrogordurosa e flebectasia. A parte extrafascial é composta por hipertrofia gordurosa, flebectasia, e ocasionalmente, malformação linfática.
O histopatológico de AVFA inclui denso tecido fibroso, gorduroso, e agregados linfoplasmacíticos em meio a atrofia muscular esquelética. O tecido adiposo dentro do músculo esquelético se associa a canais venosos grandes, irregulares, e, por vezes, excessivamente muscularizados e agrupamentos de canais vasculares menores.  Trombos organizados, focos linfáticos e nervos espessados cercados por um denso tecido fibroso, também são frequentemente observados em AVFA.

## Manuseio
Devido a contratura do membro afetado, consulta ortopédica precoce é necessária. Alongamento do tendão de aquiles e fisioterapia podem ser úteis para o tratamento da contratura (talipes equinus).
Ao contrário de malformações venosas clássicas, a dor na AVFA é multifatorial e a resposta clínica à escleroterapia do componente venoso pode ser menos eficaz. Enquanto injeções intralesionais de esteróides e bloqueios nervosos podem oferecer alívio da dor temporário ou parcial, a origem da dor é, muitas vezes, a lesão intramuscular sólida. A ressecção cirúrgica e crioablação percutânea guiada por imagem podem oferecer um efetivo controle da dor em lesões de AVFA.